# Raven Software
Raven Software – producent gier komputerowych z siedzibą w Madison w stanie
Wisconsin w USA. Firma została założona w 1990 roku przez braci Briana i Steve'a Raffela. W 1997 roku Raven został przejęty przez Activision.
Raven współpracował z id Software przy ich produkcie – Quake'u 4, który został wydany 17 października 2005 roku na komputery osobiste oraz Wolfenstein – wydany w Polsce 21 sierpnia 2009.

## Gry wyprodukowane przez Raven Software
- Black Crypt (1992)
- Shadowcaster (1993)
- CyClones (1994)
- Heretic (1994)
- Hexen (1995)
  - Hexen: Deathkings of the Dark Citadel (1996)
- Necrodome (1996)
- Mageslayer (1997)
- Take No Prisoners (1997)
- Hexen II (1997)
  - Hexen II: Portal of Praevus (1998)
- Heretic II (1998)
- Soldier of Fortune (2000)
- Star Trek: Voyager Elite Force (2000)
- Star Wars Jedi Knight II: Jedi Outcast (2002)
- Soldier of Fortune II: Double Helix (2002)
- Star Wars Jedi Knight: Jedi Academy (2003)
- X-Men Legends (2004)
- X-Men Legends II: Rise of Apocalypse (2005)
- Quake 4 (2005)
- Marvel: Ultimate Alliance (2006)
- X-Men Origins: Wolverine (2009)
- Wolfenstein (2009)
- Singularity (2010)
- Call of Duty: Modern Warfare 3 (2011)
- Call of Duty: Ghosts (2013)
- Call of Duty: Modern Warfare Remastered (2016)[2]
- Call of Duty: Modern Warfare (2019)
- Call of Duty: Warzone (2020)